# Chiesa di San Giacomo Maggiore (Comano Terme)
La chiesa di San Giacomo Maggiore è una chiesa cattolica situata a Comano, frazione del comune di Comano Terme, in provincia di Trento; è sussidiaria della parrocchiale di San Giovanni di Godenzo e fa parte dell'arcidiocesi di Trento.

## Storia

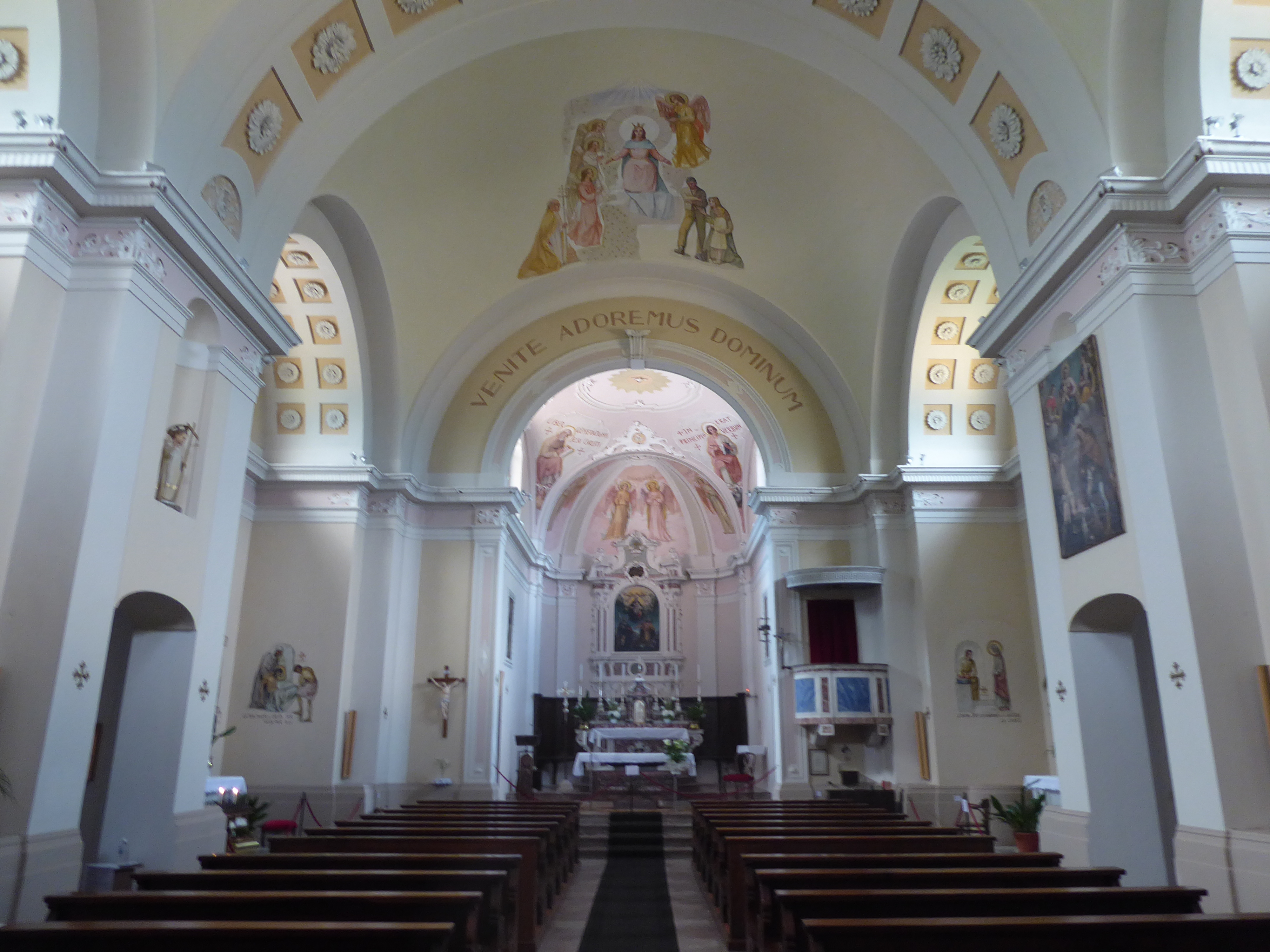
Interno

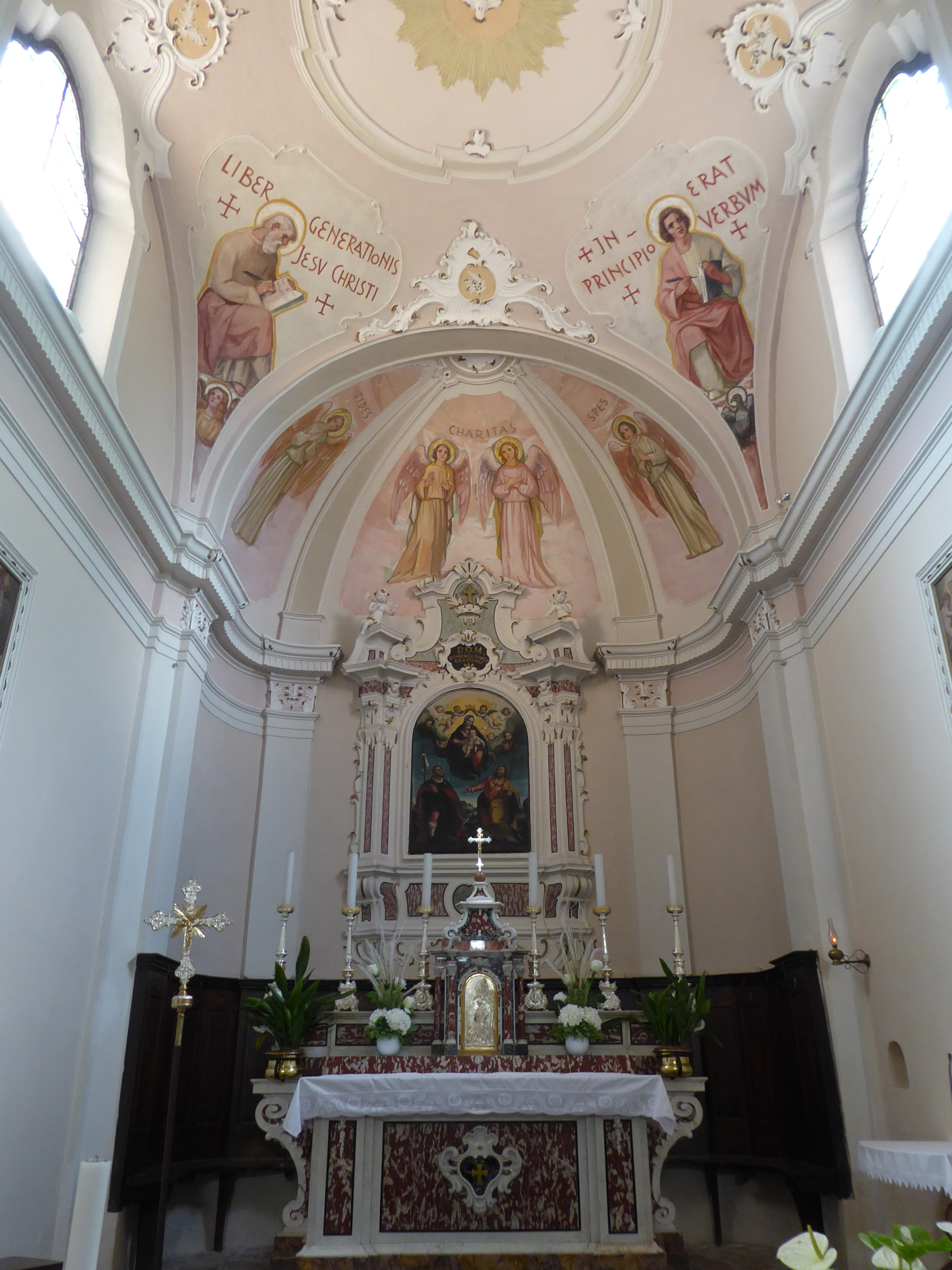
Presbiterio

La prima citazione documentale della chiesa è del 1490: all'epoca dipendeva dalla pieve di Lomaso, situazione che rimase invariata fino al Settecento, nonostante già dal Seicento vi fossero delle dispute in merito; venne dotata di tabernacolo nel 1766 ed eretta a curazia nel 1788 (o, secondo altre fonti, nel 1813). Dal 1813 ottenne il fonte battesimale, e dal 1837 il cimitero.
Nel frattempo, nel 1790 l'edificio venne ampliato, e quindi totalmente ricostruito in stile neoclassico nel 1852; seguì la consacrazione il 24 agosto 1869. Per decreto dell'arcivescovo Alessandro Maria Gottardi, dal 1º febbraio 1969 la curazia passò dalla parrocchia di Vigo Lomaso a quella di Godenzo; la data della sua soppressione è ignota, ma essa rimase attiva almeno fino al 1997.
Nel 1956 gli interni vennero dipinti a tempera da Marco Bertoldi, e nel 1974 venne restaurato il tetto del campanile. Negli anni 1970 venne anche fatto l'adeguamento liturgico, inserendo un tavolo metallico come mensa al popolo e altri arredi mobili.

## Descrizione

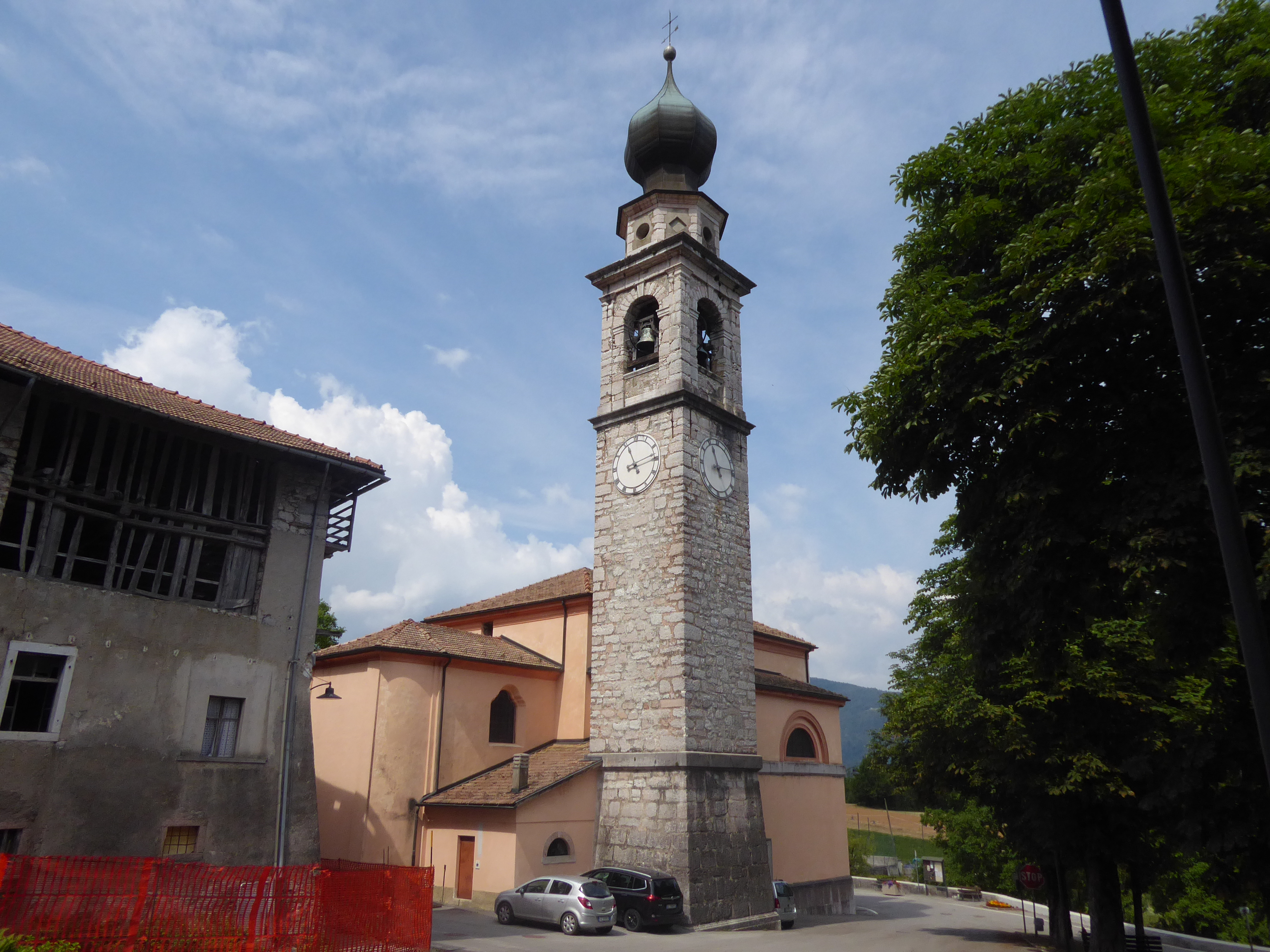
Fianco destro e campanile

### Esterno
La chiesa, orientata verso est, si trova nel centro abitato di Comano. Si presenta con la facciata impostata su un massiccio avancorpo con attacco al cielo orizzontale; al centro si apre un portico incassato, rialzato di sei gradini, con due colonne libere frontali su cui poggia una trabeazione modanata e quindi una cornice in pietra che prosegue anche sui fianchi. In alto al centro si trova una grande finestra a lunetta.
Le fiancate rispecchiano la facciata, con corpi emergenti contenenti le cappelle laterali, e sono dotate ciascuna di un accesso laterale e di due finestre a lunetta; uno zoccolo in pietra a vista circonda l'intero edificio. 
Sul fianco sinistro della chiesa, accanto al presbiterio, si eleva il campanile; è una torre a base quadrata con alta scarpa, fusto rivestito in pietra a vista, cella campanaria aperta da monofore centinate e tamburo ottagonale sommitale che alterna oculi ad esagoni ciechi, su cui poggia una cupola a cipolla in lamiera.

### Interno
L'interno consiste di un'unica navata, pavimentata con quadrotte di pietra calcarea rosa; è suddivisa in due campate, voltate a vela e separate da un settore centrale nel quale si trovano gli accessi secondari. Ai lati delle campate, introdotte da arcate a pieno centro, si trovano quattro cappelle identiche. Un'altra arcata a pieno centro delinea la controfacciata, su cui è sospesa la cantoria.
L'arco santo precede il presbiterio, sempre voltato a vela e rialzato di quattro gradini, è pavimentato con seminato alla veneziana. Le pareti sono ritmate da coppie di lesene, e in fondo termina con un'abside poligonale catinata.
Le pareti e le volte, sia in navata, sia in presbiterio, sono adornate da pitture a tempera di Marco Bertoldi, mentre le volte a botte delle cappelle laterale ospitano bassorilievi in stucco. È anche presente una tela raffigurante i santi Sebastiano e Rocco, opera settecentesca di N. Gristan.